# Gran Premio de Estados Unidos de Motociclismo de 2009
El Gran Premio de Estados Unidos de Motociclismo de 2009 (oficialmente: Red Bull U.S. Grand Prix) fue la octava prueba del Campeonato del mundo de 2009. Tuvo lugar en el fin de semana del 3 al 5 de julio de 2009 en el circuito de Laguna Seca, situado en Monterey, estado de California, Estados Unidos.
Solo estaba programada La categoría de MotoGP, que fue ganada por Dani Pedrosa, completaron el podio Valentino Rossi y Jorge Lorenzo.

## Resultados

### Resultados MotoGP
| Pos.    | N.º | Piloto           | Constructor | Vueltas | Tiempo        | Parrilla | Pts. |
| ------- | --- | ---------------- | ----------- | ------- | ------------- | -------- | ---- |
| 1       | 3   | Dani Pedrosa     | Honda       | 32      | 44:01.580     | 4        | 25   |
| 2       | 46  | Valentino Rossi  | Yamaha      | 32      | +0.344        | 2        | 20   |
| 3       | 99  | Jorge Lorenzo    | Yamaha      | 32      | +1.926        | 1        | 16   |
| 4       | 27  | Casey Stoner     | Ducati      | 32      | +12.432       | 3        | 13   |
| 5       | 69  | Nicky Hayden     | Ducati      | 32      | +21.663       | 8        | 11   |
| 6       | 24  | Toni Elías       | Honda       | 32      | +22.041       | 6        | 10   |
| 7       | 5   | Colin Edwards    | Yamaha      | 32      | +30.201       | 7        | 9    |
| 8       | 7   | Chris Vermeulen  | Suzuki      | 32      | +32.857       | 9        | 8    |
| 9       | 14  | Randy de Puniet  | Honda       | 32      | +40.325       | 14       | 7    |
| 10      | 33  | Marco Melandri   | Kawasaki    | 32      | +48.028       | 11       | 6    |
| 11      | 15  | Alex de Angelis  | Honda       | 32      | +48.810       | 12       | 5    |
| 12      | 88  | Niccolò Canepa   | Ducati      | 32      | +1:18.531     | 16       | 4    |
| Ret     | 4   | Andrea Dovizioso | Honda       | 6       | Caída         | 5        |      |
| Ret     | 59  | Sete Gibernau    | Ducati      | 6       | Caída         | 13       |      |
| Ret     | 65  | Loris Capirossi  | Suzuki      | 3       | Caída         | 10       |      |
| Ret     | 41  | Gábor Talmácsi   | Honda       | 3       | Caída         | 17       |      |
| DSQ     | 52  | James Toseland   | Yamaha      | 10      | Bandera negra | 15       |      |
| 1.      |     |                  |             |         |               |          |      |
| Fuente: |     |                  |             |         |               |          |      |